# Marcipa trista
Marcipa trista är en fjärilsart som beskrevs av Pierre Joseph Pelletier 1978. Marcipa trista ingår i släktet Marcipa och familjen nattflyn. Inga underarter finns listade i Catalogue of Life.